# إدوارد ليمان موريس
إدوارد ليمان موريس (بالإنجليزية: Edward Lyman Morris)‏ هو عالم نبات أمريكي، ولد في 1870 في مونسون في الولايات المتحدة، وتوفي في 1913 في بروكلين في الولايات المتحدة.